# Пушкарёво (Полтавская область)
Пушкарево (укр. Пушкареве) — село, Багачанский-Первый сельский совет, Великобагачанский район, Полтавская область, Украина.
Код КОАТУУ — 5320280902. Население по переписи 2001 года составляло 260 человек.

## Географическое положение
Село Пушкарево находится на расстоянии до 2-х км от сёл Семеновка, Марьяновка и Богачка-Первая. В 2-х км от села находится дорога М-03.

## История
1910 год — неофициальная дата основания села.
1939 год — дата основания.
Ранее на месте села была голая степь, а местность в целом малонаселённой. Во время проведения Столыпинской аграрной реформы в этой местности власти начали предоставлять малоземельным или вообще безземельным крестьянам земельные участки — нормы. Условия предоставления участков были довольно жесткие — крестьянин, который получил «норму», был обязан на ней до зимы построить дом — «щоб до зими з димаря закуріло». В противном случае участок изымался. Первые участки были розданы в 1910 году, который и считается неофициальной датой основания села.
Однако вследствие того, что крестьянам были розданы «нормы», было основано не село, а возникло несколько мелких хуторов, которые назывались по фамилии главы семейства, которое проживало в хуторе.
В процессе проведения коллективизации мелкие хутора были ликвидированы, а местных жителей было принудительно переселено в новое созданное село в 1939 году, который и считается официальной датой основания села. Изначально село носило название «хутор Сталинское». В 60-х годах прошлого столетия село было переименовано в Пушкарево.
Нынешнее название села происходит от озера, возле которого жил царский пушкарь.

## Экономика
- Возле села находились птицетоварная, молочнотоварная, овцетоварная фермы, а также тракторная бригада, которые в связи с нерациональным ведением сельского хозяйства на данное время полностью разрушены.

На территории села функционирует зернохранилище (ток), которое принадлежит ЧФ «Агроинвест».

## Объекты социальной сферы
- В селе находились ясли, которые в 80-х годах прошлого столетия были закрыты, а также начальная школа, которая была закрыта в 90-х годах прошлого столетия.
- Фельдшерско-акушерский пункт, который находится в помещении бывшей начальной школы.
- Магазин-кафе
- Кроме того, на территории села находится стадион, который при немногочисленных денежных вливаниях возможно превратить в неплохое футбольное поле.
- На территории села находится сельский клуб, который, однако, вследствие бесхозяйственного отношения сельских властей на протяжении 2000—2010 гг. находится в аварийном состоянии.